# Chlorurus microrhinos
Chlorurus microrhinos es una especie de peces de la familia Scaridae en el orden de los Perciformes.

## Morfología
• Los machos pueden llegar alcanzar los 70 cm de longitud total.

## Distribución geográfica
Se encuentra desde Bali y Filipinas hasta las Islas de la Línea, Pitcairn e Islas Ryukyu.